# Zalecenie (Unia Europejska)
Zalecenie – niemający mocy wiążącej dla adresata akt prawa pochodnego WE (I filar Unii Europejskiej), wyrażający stanowisko danej instytucji w konkretnej sprawie lub dziedzinie.
Adresatami zaleceń mogą być państwa członkowskie, podmioty prawa oraz instytucje wspólnotowe.